# Club Deportivo Mongomo
El Club Deportivo Mongomo es un equipo de fútbol de Guinea Ecuatorial que milita en la Liga de Fútbol de Guinea Ecuatorial, la liga de fútbol más importante del país.

## Historia
Fue fundado en la ciudad de Mongomo. Su primera aparición registrada en la liga nacional fue en 1980, cuando ganaron la Primera División. Su siguiente aparición tuvo lugar en 1997, cuando volvieron a ganar la liga. También jugaron la Copa Nacional, donde perdieron 1-0 contra el Sony de Elá Nguema en el Estadio Manuel Enguru.
En 2000, el Deportivo Mongomo jugó en la primera división, a la que se clasificó desde la fase de grupos continental, y quedó subcampeón de la Liguilla. Volvieron a quedar subcampeones la siguiente temporada. En 2002, se informó de su clasificación para la Liguilla nacional, donde quedaron terceros. También participaron en la liga regional de Bata, pero no se sabe cómo les fue. En 2003, se informó de que habían quedado primeros en el grupo continental, pero se desconoce cómo terminaron. Sin embargo, sí llegaron a la final de la Copa de Su Excelencia, en la que se enfrentaron al Atlético Malabo, aunque se desconoce si perdieron o ganaron. No obstante, el hecho de que Malabo hubiera ganado la Liga nacional supuso su clasificación para la Copa de la Confederación Africana. En 2004, Mongomo se clasificó para la Liguilla nacional, pero se dice que fue eliminado tras las primeras cinco jornadas, aunque sí ganó la copa Trofeo Vino Casa tras vencer al Dragón FC 2-1. En 2008, se les relacionó con la Primera División de Honor, aunque solo se sabe que derrotaron al Áuilas Verdes 2-1 en la primera ronda.
En 2010, se clasificaron a la Liguilla de primera división y finalmente la ganaron. En la Copa quedaron subcampeones ante Leones Vegetarianos, perdiendo 2-1. En 2011, la liga nacional finalmente se convirtió en profesional y se dice que el Deportivo Mongomo participó, pero no se sabe dónde terminó. En 2015, Deportivo Mongomo terminó tercero en la Liguilla, pero ganó la copa tras vencer 2-0 a The Panther FC en la final. En octubre, ganó también la Supercopa, al ganar al campeón de liga por 1 a 0. En la temporada 2015/16, Mongomo fue descalificado de la división continental de la liga nacional en la primera ronda tras no presentarse a un partido contra Águilas, y fue sustituido por Fundación Bata. En la Copa, alcanzó las semifinales, pero fue eliminado por el Racing de Micomeseng tras perder por un global de 5-0. 
En la temporada 2016/17, volvieron a ser descalificados tras no presentarse a dos partidos de la competición continental y acabaron descendiendo. También fueron descalificados en los 1/8 de final de la fase continental de la Copa tras no presentarse a sus partidos contra el Miami de Niefang. Esa misma temporada jugaron en Segunda División, ya que comenzó en abril (la Primera se inició en enero), pero se desconoce dónde acabaron, ya que tampoco se presentaron al primer partido. En 2017/18 volvieron a Primera División por algún motivo, quizá porque ascendieron de Segunda, y acabaron terceros en el grupo continental de la liga. No se sabe en qué lugar terminaron en la Liguilla.
En 2020/21, FEGUIFUT decidió no jugar en la liga debido a la pandemia de COVID-19. Aun así, jugaron la Copa, pero fueron eliminados por el FC 15 de Agosto de Aconibe en las semifinales de la fase continental. En la temporada siguiente, tras quedar segundo en la fase continental de la liga, ganó la Liguilla y llegó a la final continental de la Copa, donde perdió 3-1 ante el Inter Litoral. En la temporada 2023-24, ganó la Liga Nacional por quinta vez, tras empatar contra el 15 de Agosto de Akonibe por 2 a 2 en la última jornada de la liguilla. Esto los clasificó para la Copa de Confederación de la CAF 2024-25, donde disputarían su primer partido en la competición contra el ASKO Kara de Togo. Este partido terminó empatado 2 a 2, en el estadio de Mongomo. El partido de vuelta se disputó en el estadio de Kégué, El partido de vuelta se disputó en el estadio de Kégué, donde fueron eliminados tras perder por 1 a 0.

## Estadio
El club disputa sus partidos en el estadio de Mongomo, ubicado en la ciudad de mismo nombre.

## Palmarés
- Primera División de Guinea Ecuatorial: 5

1980, 1997, 2010, 2022, 2023-24
- Copa Ecuatoguineana: 1

2015
- Supercopa de Guinea Ecuatorial (1):

2015
- Copa Trofeo Vino Casa (1)

2004

## Participación en competiciones de la CAF
| Temporada | Torneo                       | Ronda         | Club                 | Casa  | Visita | Global  |
| --------- | ---------------------------- | ------------- | -------------------- | ----- | ------ | ------- |
| 1979      | Recopa Africana              | 1             | Canon Yaoundé        | 1-3   | 1-5    | 2-8     |
| 1992      | Copa CAF                     | 1             | Etoile du Congo      | 1-0   | 0-5    | 1-5     |
| 1998      | Liga de Campeones de la CAF  | Preliminar    | Munisport            | w.o.1 | w.o.1  | w.o.1   |
| 1998      | Liga de Campeones de la CAF  | 1             | Petro Atlético       | 1-4   | 2-9    | 3-13    |
| 1999      | Copa CAF                     | 1             | AS Vita Club         | 0-1   | 0-7    | 0-8     |
| 2001      | Copa CAF                     | 1             | Sanga Balende        | dq2   | dq2    | dq2     |
| 2002      | Copa CAF                     | 1             | Tonnerre Yaoundé     | 1-2   | 2-4    | 3-6     |
| 2004      | Copa Confederación de la CAF | Preliminar    | Diables Noirs        | 0-0   | 2-2    | 2-2 (a) |
| 2004      | Copa Confederación de la CAF | 1             | Stella Club d'Adjamé | 1-1   | 0-2    | 1-3     |
| 2009      | Copa Confederación de la CAF | Compensación3 | ASDR Fatima          | 2-0   | 1-1    | 3-1     |
| 2011      | Liga de Campeones de la CAF  | Preliminar    | ASPAC                | 1-1   | 0-1    | 1-2     |
| 2022/23   | Liga de Campeones de la CAF  | 1             | Djoliba AC           | 2-0   | 0-5    | 2-5     |
| 2024/25   | Copa Confederación de la CAF | 1             | ASKO Kara            | 2-2   | 0-1    | 2-3     |

1- Munisport abandonó el torneo.

2- Deportivo Mongomo fue descalificado por llegar tarde al partido de ida y retrasar su inicio.

3- Ambas federaciones inscribieron a sus representantes para el torneo después de la fecha límite, pero ambos clubes fueron admitidos en una ronda intermedia en la que el vencedor de la serie entraría a jugar en la primera ronda en caso de que algún equipo clasificado a esa ronda abandonara el torneo; como eso no ocurrió, tanto el Deportivo Mongomo como el ASDR Fatima fueron eliminados del torneo.

## Entrenadores
- Felipe Esono Moreno (2021-2022)[25]
- Gildas Patrick Ngo (2023-2024)[25]
- Almamy Diaby (2024-presente)[2]

## Jugadores

### Jugadores notables
- Felipe Ovono